# Philip Jalalpoor
Pujan Jalalpoor, detto Philip (in persiano پویان جلال‌پور‎; Schifferstadt, 14 giugno 1993), è un cestista tedesco con cittadinanza iraniana.

## Carriera
Con l'Iran ha disputato i Giochi olimpici di Tokyo 2020.